# Dominic Ressel
Dominic Ressel (ur. 5 października 1993) – niemiecki judoka, srebrny medalista Mistrzostw Europy 2017, dwukrotny mistrz Niemiec (2016, 2017). Piąty indywidualnie i trzeci w drużynie na igrzyskach olimpijskich w 2020.